# Lagoa de Santo Antônio
A Lagoa Santo Antônio dos Anjos de Laguna ou Lagoa de Santo Antônio fica localizada entre os município de Laguna, Pescaria Brava e Imaruí, no estado brasileiro de Santa Catarina. Recebe as águas do rio Tubarão e deságua no oceano Atlântico.
Sua área da superfície corresponde a 183 quilômetros quadrados, e é parte de um complexo lagunar, o maior de Santa Catarina, e engloba outras duas lagoas: Imaruí e Mirim (também abrangendo Imbituba).